# Танн (Гессен)
Танн (нім. Tann) — місто в Німеччині, знаходиться в землі Гессен. Підпорядковується адміністративному округу Кассель. Входить до складу району Фульда.
Площа — 60,45 км2. Населення становить 4382 ос. (станом на 31 грудня 2020).